# Chabówka Stadion
Chabówka Stadion – przystanek osobowy w Chabówce w województwie małopolskim. Przystanek został otwarty 22 grudnia 2023 roku umożliwiając skrócenie czasu połączeń do Zakopanego, dzięki braku konieczności obsługi stacji kolejowej w centrum i dokonywania oblotów składu lub zmiany czoła.

## Ruch pasażerski
| Rok  | Wymiana pasażerska na dobę |
| ---- | -------------------------- |
| 2023 | 0-9                        |
| 2024 | 50-99                      |